# نوع مستقدم

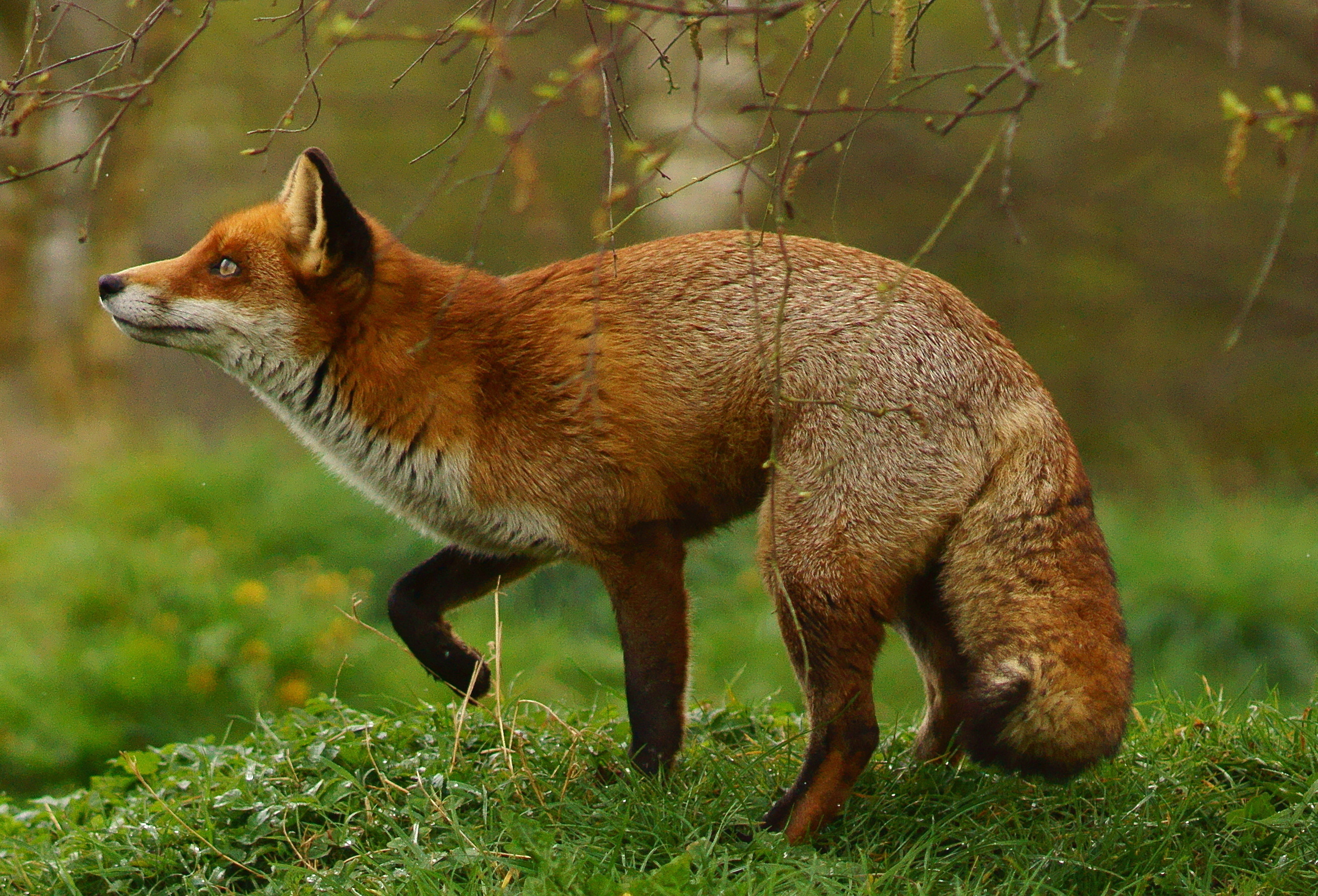
يُعَدّ الثعلب الأحمر أحد أسوأ الأنواع المستقدمة في أستراليا بيئياً، فقد تسبَّب منذ جلبه في ثلاثينيات القرن التاسع عشر بانقراض عشرات الحيوانات الأسترالية.

النوع المستقدم هو نوع من الكائنات الحية استُقدِمَ بأيدي البشر - عمداً أو من غير عمدٍ - إلى منطقة جديدةٍ لم يكن يتواجد فيها طبيعياً. كثيراً ما تترك الأنواع المستقدمة آثاراً سلبيَّة على البيئات التي تُجلَب إليها، وتتسبَّب بدمارٍ وأضرار، قد تنتج عن افتراس الحيوانات الطبيعية للمنطقة غير المُجهَّزة بوسائل للدفاع، أو باستهلاك الغذاء الطبيعي، وقد تكون سبباً في انقراض الأنواع المحليَّة من الحيوانات والنباتات في بعض الأحيان. لكن من جهة أخرى، فإنَّ بعض الأنواع المستقدمة قد لا تكون ضارَّة، بل قد تفيد هذه البيئات بالقضاء على الآفات الزراعية وغيرها. رغم ذلك، فإنَّه من الصَّعب في العديد من الحالات التنبُّؤ بما إذا كان أثر نوعٍ مستقدم على بيئته الجديدة ضاراً أم نافعاً على المدى الطويل.
يُعَدُّ أثر الأنواع المستقدمة على بيئاتها غير الطبيعية موضوعاً مثيراً للجدل في المجتمع العلميّ، وخضع لدراسةٍ وتمحيصٍ دقيقين على أيدي الكثير من المزارعين والعلماء والحكومات. لأنَّ الأنواع المستقدمة ليست ضارَّة أو سلبيَّة الأثر على البيئة بالضَّرورة، فهناك مصطلحٌ خاصٌّ ابتكر لتمييز تلك الضارة منها، والتي تُسمَّى الآن الأنواع المجتاحة.

## استقدام النباتات

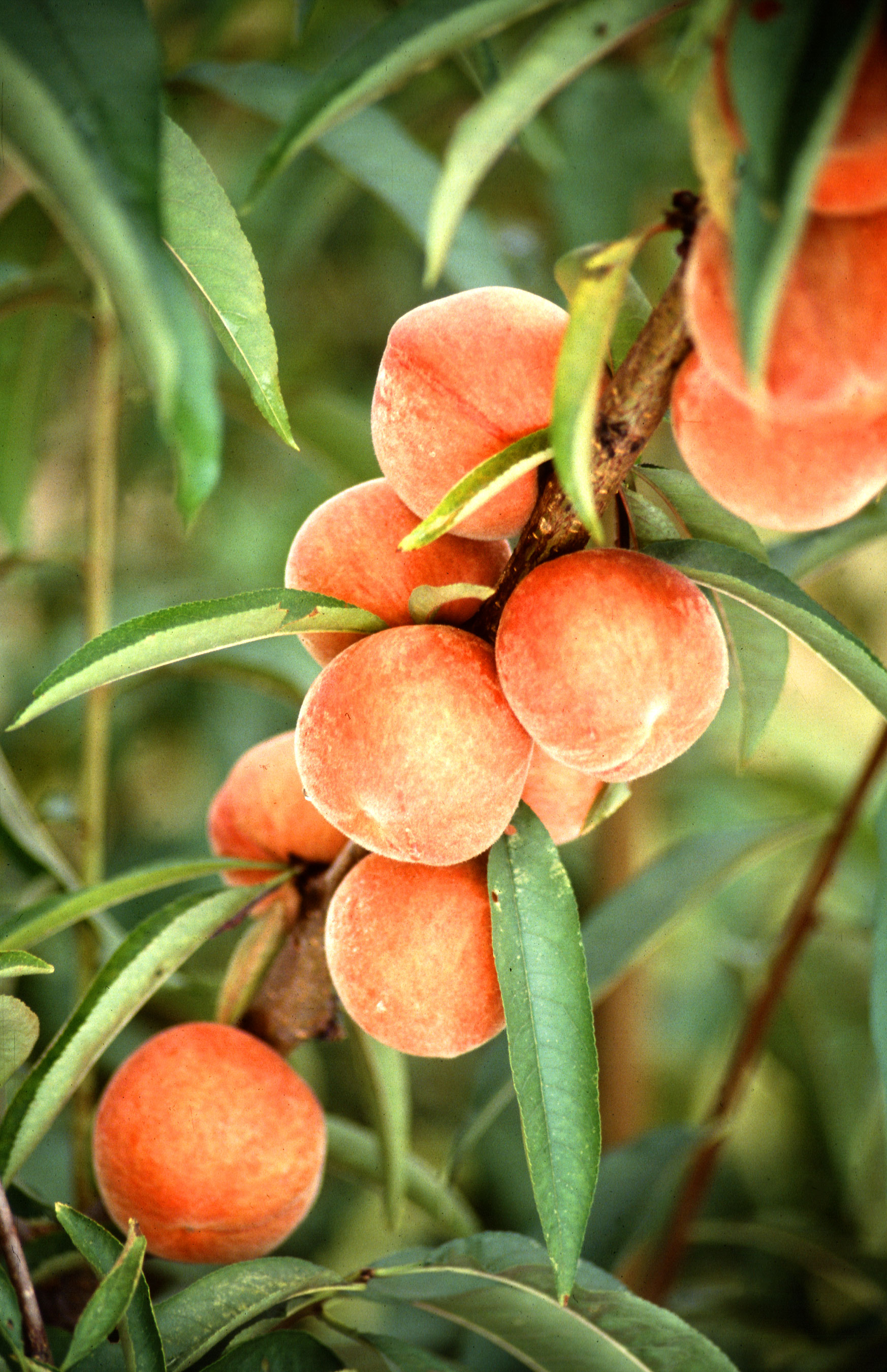
الموطن الأصلي لشجر الدراق هو الصّين، إلا أنَّه استقدم على أيدي البشر إلى معظم أنحاء العالم.

كثيراً ما استقدمت النباتات إلى مناطق غير طبيعيَّة على مرّ التاريخ، وكانت الأسباب الرئيسية لاستقدامها هي استعمالها كنباتات زينةٍ أو مقاومات تعرية، وكذلك لإطعام المواشي والتشجير. نادراً ما يمكن التنبُّؤ بما إذا كانت النباتات المستقدمة ستتحوَّل إلى أنواعٍ مجتاحة فيما بعد أم لا، ومن الشائع أن تذبل نباتات الزينة المستقدمة إلى البلاد الجديدة لسنواتٍ قبل أن تتكيَّف فجأةً مع بيئتها الجديدة وتتحول إلى نباتات مجتاحة. كثيراً ما تحتاج النبتات المستقدمة إلى رعايةٍ واهتمامٍ كبيرين لكي تتمكَّن من البقاء في بيئةٍ غير بيئتها الطبيعية، وحتى لو تمكَّنت من التكيُّف فهي لن تنافس النباتات المحلية على الغذاء والبيئة بالضَّرورة، بل قد تزيد التنوع الحيوي فحسب.
يُعَد شجر الدراق مثالاً على النباتات المستقدمة، وهو شجرةٌ فاكهةٍ كان موطنها الأصلي في الصين، إلا أنَّها استقدمت فيما بعد إلى معظم المناطق المأهولة من العالم. وكذلك الطماطم، التي كانت بيئتها الطبيعيَّة في جبال الأنديز. وأما اليقطين والذرة والتبغ فموطنها الأصلي هو الأمريكيتان.

## استقدام الحيوانات
من الأمثلة البارزة للحيوانات المستقدمة إلى بيئاتٍ غير مواطنها الطبيعية العثة الغجرية في شرقيّ أمريكا الشمالية، وفأر المسك في أوروبا وآسيا، وضفدع القصب والثعلب الأحمر في أستراليا، والكيب في أمريكا الشمالية وأوراسيا وأفريقيا، والبوسوم كث الذيل في نيوزيلندا.
وقد استقدمت بعض الحيوانات إلى مناطق واسعةٍ جداً من العالم، مثل الجرذ الأسمر والدوري الشائع وطائر التدرج والزرزور الشائع. كذلك، فإنَّ عدداً من الحيوانات المستقدمة بالأصل للزراعة أو التربية كحيوانات منزليةٍ تحوَّلت دون قصدٍ إلى حيوانات برّية في بيئاتها الجديدة، ومنها الأرانب والكلاب والماعز والسمك والخنازير والقطط.